# 艾倫·史密西
艾倫·史密西（英語：Alan Smithee）是電影導演使用的一個官方化名，創立於1968年，於2000年停止使用。它是美国导演工会（Directors Guild of America; DGA）成員使用的唯一化名，當導演不願意對這部電影說明導演自己的名字時，或者對自己導演該部電影不滿的時候使用。導演協會也要求協會成員不要討論為什麼會這樣的情形或甚至不要承認某個人物是該電影的導演。

## 外部連結
- 艾倫·史密西在互联网电影资料库（IMDb）上的資料（英文）
- Music videos credited to Alan Smithee
- Directed by Allen Smithee, (ISBN 0-8166-3534-X) a 2001 book about the director and auteur theory in general. See contributions by Craig J Saper.
- * The Top 10 Films of Alan Smithee - Meditoria.com （页面存档备份，存于）